# Lip Sync Battle
Lip Sync Battle è un programma televisivo comico musicale che ha debuttato in TV il 2 aprile 2015. È lo spin-off di un gioco all'interno del programma The Tonight Show Starring Jimmy Fallon.

## Storia
Il programma debutta nel 2015 sul canale Spike. Il presentatore è l'attore e rapper LL Cool J, mentre la modella Chrissy Teigen fa da spalla.
Il gioco consiste nel duello in due round di due celebrità che devono cantare in playback due celebri canzoni ed alla fine della sfida è il pubblico a decretare il vincitore.

## Episodi

### Stagione 1
| Episodio | Data      | Vincitore | Perdente |
| -------- | --------- | --- | --- |
| 1        | 2 aprile  | Dwayne Johnson: Shake It Off di Taylor Swift Stayin' Alive dei Bee Gees | Jimmy Fallon: Jump in the Line di Harry Belafonte Like a Prayer (singolo) di Madonna                                                                                |
| 2        | 2 aprile  | Common: I Want You Back dei The Jackson 5 All Night Long (All Night) di Lionel Richie                                                                                            | John Legend: Slow Motion di Juvenile U Can't Touch This di MC Hammer                                                                                                |
| 3        | 9 aprile  | Anne Hathaway: Love di Mary J. Blige Wrecking Ball di Miley Cyrus | Emily Blunt: No Diggity dei Blackstreet Piece of My Heart di Janis Joplin                                                                                           |
| 4        | 16 aprile | Anna Kendrick: Steal My Girl dei One Direction Booty di Jennifer Lopez & Iggy Azalea                                                                                             | John Krasinski: Bye Bye Bye degli 'N Sync Proud Mary di Tina Turner                                                                                                 |
| 5        | 23 aprile | Terry Crews: Sucker M.C.'s dei Run DMC A Thousand Miles di Vanessa Carlton | Mike Tyson: (I Can't Get No) Satisfaction dei The Rolling Stones Push It dei Salt-n-Pepa                                                                            |
| 6        | 30 aprile | Hoda Kotb: Baby Got Back di Sir Mix-a-Lot Uptown Funk di Mark Ronson & Bruno Mars                                                                                                | Michael Strahan: London Bridge di Fergie Poison dei Bell Biv DeVoe                                                                                                  |
| 7        | 7 maggio  | Stephen Merchant: Hero di Enrique Iglesias Dirrty di Christina Aguilera | Malin Åkerman: Pour Some Sugar on Me dei Def Leppard Talk Dirty di Jason Derulo                                                                                     |
| 8        | 14 maggio | Julianne Hough: All About That Bass di Meghan Trainor I Just Had Sex dei The Lonely Island                                                                                       | Derek Hough: Can't Hold Us dei Macklemore & Ryan Lewis Chandelier di Sia                                                                                            |
| 9        | 21 maggio | Sandra Denton: Firework di Katy Perry Uptown Funk di Mark Ronson & Bruno Mars | Cheryl James: I Will Survive di Gloria Gaynor It's Tricky dei Run DMC                                                                                               |
| 10       | 28 maggio | Queen Latifah: My Lovin' (You're Never Gonna Get It) dei En Vogue Rock the Bells di LL Cool J                                                                                    | Marlon Wayans: Happy di Pharrell Williams Stay with Me di Sam Smith                                                                                                 |
| 11       | 9 luglio  | Alison Brie: Shoop dei Salt-n-Pepa Bang Bang di Nicki Minaj, Jessie J & Ariana Grande                                                                                            | Will Arnett: Who Let the Dogs Out? dei Baha Men Everything Is Awesome dei Tegan and Sara & The Lonely Island                                                        |
| 12       | 16 luglio | Deion Sanders: Play That Funky Music dei Wild Cherry Like a Virgin di Madonna | Justin Bieber: Big Girls Don't Cry di Fergie Crazy Train di Ozzy Osbourne                                                                                           |
| 13       | 23 luglio | Willie Geist: 9 to 5 di Dolly Parton I Need Love di LL Cool J | Andy Cohen: I Found Someone di Cher Working for the Weekend dei Loverboy                                                                                            |
| 14       | 30 luglio | Gregg Sulkin: I Believe in a Thing Called Love dei The Darkness Milkshake di Kelis                                                                                               | Victoria Justice: Total Eclipse of the Heart di Bonnie Tyler Hot in Herre di Nelly                                                                                  |
| 15       | 6 agosto  | Ilana Glazer: Hey Ya! degli OutKast It's Raining Men delle The Weather Girls | Abbi Jacobson: The Humpty Dance dei Digital Underground And I Am Telling You I'm Not Going di Jennifer Hudson                                                       |
| 16       | 13 agosto | Iggy Azalea: Teenage Dirtbag dei Wheatus Freak Me dei Silk | Nick Young: Sugar dei Maroon 5 Here I Go Again dei Whitesnake |
| 17-18    | 20 agosto | Terrence Howard: I'll Make Love to You dei Boyz II Men Brick House dei Commodores It's Hard out Here for a Pimp (in duetto con Taraji P. Henson) dei Three 6 Mafia & Frayser Boy | Taraji P. Henson: Just Fine di Mary J. Blige Material Girl di Madonna It's Hard out Here for a Pimp (in duetto con Terrence Howard) dei Three 6 Mafia & Frayser Boy |

### Speciale Natale 2015
| Data        | Vincitore | Perdente |
| ----------- | --- | --- |
| 19 novembre | Joseph Gordon-Levitt: Yeah! di Usher Rhythm Nation di Janet Jackson Christmas in Hollis (insieme ad Anthony Mackie, Seth Rogen ed i Run DMC) dei Run DMC | Anthony Mackie: I Kissed a Girl di Katy Perry 2 Legit 2 Quit di MC Hammer Christmas in Hollis (insieme a Joseph Gordon-Levitt, Seth Rogen ed i Run DMC) dei Run DMC |

## Edizioni internazionali
Il programma Lip Sync Battle si è diffuso con degli adattamenti internazionali che hanno raggiunto Canada, Cile, Cina, Indonesia, Libano, Messico, Filippine, Polonia, Sudafrica, Regno Unito, Thailandia e Vietnam.

## Riconoscimenti
- 2017 - Producers Guild of America Awards[2]
  - Candidatura per il miglior programma televisivo con competizione
- 2018 - NAACP Image Award[3]
  - Miglior varietà
  - Miglior ospite in un reality o competizione a LL Cool J
- 2018 - Producers Guild of America Awards[4]
  - Candidatura per il miglior programma televisivo con competizione
- 2019 - Teen Choice Awards[5]
  - Candidatura per il miglior reality show